# Leopold Carl Friedrich Merkel
Leopold Carl Friedrich Merkel (* 17. September 1892 in Gröningen; † 15. September 1929 in Dresden) war ein deutscher Ingenieurwissenschaftler.

## Leben und Werk
Merkel wurde als Sohn des Direktors Gustav Merkel und der Pauline, geb. Kaiser, in Gröningen geboren. Nach seinem Maschinenbaustudium an den Technischen Hochschulen München und Dresden, das er im Wintersemester 1911/12 begann und 1920 mit der Prüfung des Diplom-Ingenieurs abschloss, promovierte er nach einer zweijährigen Assistentenzeit bei Richard Mollier. Anschließend folgte im März 1924 seine Habilitationsschrift Über Verdunstungskühlung. Mitte 1928 wurde Merkel zum außerordentlichen Professor für Theoretische Maschinenlehre am Maschinenlaboratorium der Mechanischen Abteilung der TH Dresden berufen. Aus seiner Zeit als Kriegsfreiwilliger im Ersten Weltkrieg stammte eine Verletzung, an der er am 15. September 1929 plötzlich verstarb. Er wurde auf dem Urnenhain Tolkewitz beigesetzt.
Trotz seiner kurzen Zeit, die er der Wissenschaft widmen konnte, vollbrachte Merkel hervorragende Leistungen auf dem Gebiet der theoretischen und experimentellen Thermodynamik. Merkel gelang es u. a. die Wirkungsweise von Kühltürmen mathematisch zu beschreiben („Merkelsche Hauptgleichung“). Auch die Merkel-Zahl {\displaystyle Me={\frac {\beta _{x}A}{{\dot {m}}_{w}}}=\int {\frac {c_{w}dt_{w}}{h_{L}^{*}-h_{L}}}} und die Merkel-Diagramme beruhen auf seinen Arbeiten.

## Ehrung
Zu seinen Ehren benannte die Technische Universität Dresden das neue Gebäude des thermodynamischen Instituts 1957 nach dem Wissenschaftler Merkel-Bau.